# قضیۀ لیندستروم
در منطق ریاضی، قضیۀ لیندستروم (به انگلیسی: Lindström's theorem) (به نام منطق‌دان سوئدی پر لیندستروم، که آن را در سال 1969 منتشر کرد) بیان می‌کند که منطق مرتبۀ اول، قوی‌ترین منطق است (برآورده کردن شرایط معین، مثلاً بستار در نقیض کلاسیک) که هر دو خاصیت (قابل شمارش) فشردگی و (رو به پایین) لوونهایم-اسکولم را دارد.
قضیۀ لیندستروم شاید بهترین نتیجۀ شناخته شده از چیزی باشد که بعدها به عنوان نظریۀ مدل انتزاعی شناخته شد، که مفهوم اصلی آن یک منطق انتزاعی است. مفهوم کلی‌تر یک نهاد بعداً معرفی شد، که از یک مفهوم نظریۀ مجموعه‌ها از مدل به یک مفهوم نظری نظریۀ رسته‌ها ارتقا می‌یابد. لیندستروم قبلاً نتیجۀ مشابهی را در مطالعۀ منطق‌های مرتبۀ اول که با کمی سازهای لیندستروم گسترش یافته بود، به‌دست آورده بود.
قضیۀ لیندستروم توسط یوهان فن بنتم و سباستین انکویست به سیستم‌های مختلف منطقی دیگر، به‌ویژه منطق‌ موجهات بسط داده شده‌است.